# Списак генерала и адмирала ЈНА: П
Списак генерала и адмирала Југословенске народне армије (ЈНА) чије презиме почиње на слово П, за остале генерале и адмирале погледајте Списак генерала и адмирала ЈНА.
- Ранко Павела (1923) генерал-мајор. Активна служба у ЈНА престала му је 1975. године.
- Миле Павичић (1899—1948) генерал-мајор авијације.
- Михајло Павичић (1932—1999) генерал-мајор. Активна служба у ЈНА престала му је 1991. године.
- Јово Павић (1917—2011) генерал-мајор. Активна служба у ЈНА престала му је 1973. године.
- Јован Павлов (1935) генерал-мајор.[б]
- Адам Павловић (1919) генерал-мајор. Активна служба у ЈНА престала му је 1972. године.
- Милан Павловић (1918—1994) генерал-потпуковник. Активна служба у ЈНА престала му је 1976. године.
- Милан Павловић (1928—1981) генерал-мајор.
- Милорад Павловић (1919) санитетски генерал-пуковник.
- Раде Павловић (1909—1981) генерал-мајор. Активна служба у ЈНА престала му је 1964. године.
- Едвард Павчић (1929) генерал-потпуковник.
- Иван Падован (1928) контра-адмирал.
- Анте Паић (1923—2009) вице-адмирал.
- Богдан Пајић (1923) генерал-мајор. Активна служба у ЈНА престала му је 1976. године.
- Драган Пајић (1921) генерал-мајор. Активна служба у ЈНА престала му је 1966. године.
- Милош Пајковић (1915) генерал-потпуковник. Активна служба у ЈНА престала му је 1973. године.
- Радисав Пајковић (1932—2019) генерал-потпуковник.[в]
- Мирко Палчић (1919) генерал-мајор. Активна служба у ЈНА престала му је 1970. године.
- Живота Панић (1933—2003) генерал-пуковник.[г]
- Милојица Пантелић (1921—1999) генерал-потпуковник. Активна служба у ЈНА престала му је 1979. године.
- Симо Папић (1925—2020) генерал-мајор. Активна служба у ЈНА престала му је 1986. године.
- Исидор Папо (1913—1996) генерал-пуковник. Активна служба у ЈНА престала му је 1981. године.
- Роза Папо (1914—1984) генерал-мајор. Активна служба у ЈНА престала јој је 1974. године.[д]
- Станко Пармач (1913—1982) контра-адмирал. Активна служба у ЈНА престала му је 1959. године. Народни херој.
- Милорад Паштровић (1926) генерал-мајор авијације.
- Владо Пезељ (1920) генерал-мајор. Активна служба у ЈНА престала му је 1968. године.
- Омер Пезо (1924—2018) генерал-мајор. Активна служба у ЈНА престала му је 1978. године.
- Никола Пејновић (1921—1987) генерал-пуковник. Активна служба у ЈНА престала му је 1981. године.
- Милутин Пејановић (1914) генерал-мајор. Активна служба у ЈНА престала му је 1964. године.
- Јован Пејковић Кеза (1919—1984) генерал-мајор. Активна служба у ЈНА престала му је 1977. године.
- Андрија Пејовић (1911—1997) генерал-мајор. Активна служба у ЈНА престала му је 1973. године.
- Душан Пекић (1921—2007) генерал-пуковник. Активна служба у ЈНА престала му је 1981. године. Народни херој.
- Алфонс Пеко (1925) генерал-мајор авијације. Активна служба у ЈНА престала му је 1981. године.
- Петар Пеко (1920) контра-адмирал. Активна служба у ЈНА престала му је 1973. године.
- Петар Пепељуговски (1924—1999) генерал-потпуковник. Активна служба у ЈНА престала му је 1982. године.
- Асим Перван (1922) генерал-мајор. Активна служба у ЈНА престала му је 1968. године.
- Марко Перичин (1912—1982) генерал-пуковник. Активна служба у ЈНА престала му је 1963. године. Народни херој.
- Ратко Перић (1914—1985) генерал-мајор. Активна служба у ЈНА престала му је 1964. године. Народни херој.
- Станимир Перић (1936) генерал-мајор.[ђ]
- Илија Перишић (1926—2010) генерал-потпуковник авијације.
- Момчило Перишић (1944) генерал-мајор.[е]
- Бранко Перовић (1914—1996) генерал-потпуковник. Активна служба у ЈНА престала му је 1972. године.
- Пуниша Перовић (1914) генерал-потпуковник.
- Томислав Перуничић генерал-потпуковник. Активна служба у ЈНА престала му је 1991. године.
- Франц Петерка (1927—2003) генерал-мајор. Активна служба у ЈНА престала му је 1986. године.
- Мирослав Петерца (1926) санитетски генерал-мајор.
- Боривоје Петков (1925—1999) генерал-потпуковник авијације. Активна служба у ЈНА престала му је 1984. године.
- Дане Петковски (1922—2005) генерал-пуковник. Активна служба у ЈНА престала му је 1989. године.
- Руди Петовар (1916—2004) генерал-пуковник. Активна служба у ЈНА престала му је 1972. године.
- Михаел Петрич (1924—2000) генерал-потпуковник. Активна служба у ЈНА престала му је 1983. године.
- Бранко Петричевић (1914—1982) генерал-мајор. Активна служба у ЈНА престала му је 1948. године.
- Драгољуб Петровић Раде (1919—1994) генерал-пуковник. Активна служба у ЈНА престала му је 1979. године. Народни херој.
- Драгослав Петровић (1919—1996) генерал-пуковник. Активна служба у ЈНА престала му је 1979. године. Народни херој.
- Душан Петровић (1924) генерал-мајор правне службе. Активна служба у ЈНА престала му је 1980. године.
- Радован Петровић (1908) генерал-мајор. Активна служба у ЈНА престала му је 1963. године.
- Никола Пећанац (1913) генерал-мајор. Активна служба у ЈНА престала му је 1965. године.
- Мато Пехар (1938) генерал-мајор.[ж]
- Радо Пехачек (1913—1985) генерал-пуковник. Активна служба у ЈНА престала му је 1973. године. Народни херој.
- Богдан Пецотић (1912—1998) адмирал. Активна служба у ЈНА престала му је 1972. године. Народни херој.
- Добривоје Пешић (1915) генерал-мајор. Активна служба у ЈНА престала му је 1968. године.
- Митар Пилетић (1917—2004) санитетски генерал-мајор. Активна служба у ЈНА престала му је 1978. године.
- Слободан Пилиповић (1919) генерал-мајор. Активна служба у ЈНА престала му је 1973. године.
- Драго Пиповић (1933—2000) генерал-мајор.[з]
- Фрањо Пирц (1899—1954) генерал-мајор. Активна служба у ЈА престала му је 1946. године.
- Димитрије Писковић (1914—1987) генерал-потпуковник. Активна служба у ЈНА престала му је 1972. године. Народни херој.
- Станислав Пишчевић (1922—1995) санитетски генерал-потпуковник.
- Теуфик Плетилић (1916) генерал-мајор. Активна служба у ЈНА престала му је 1972. године.
- Иван Плеше (1929) генерал-мајор.
- Марјан Погачник (1941—2012) контра-адмирал. Активна служба у ЈНА престала му је 1991. године.
- Франц Поглајен (1916—1999) генерал-пуковник. Активна служба у ЈНА престала му је 1976. године. Народни херој.
- Сакиб Поздерац (1929—1992) генерал-мајор.
- Ђуро Појер (1935) контра-адмирал. Активна служба у ЈНА престала му је 1992. године.
- Ђурађ Покрајац (1919—1981) генерал-потпуковник. Активна служба у ЈНА престала му је 1977. године.
- Раде Полић (1934) генерал-потпуковник.[и]
- Миле Полојац (1924—1984) генерал-мајор.  Активна служба у ЈНА престала му је 1983. године.
- Бранко Пољанац (1908—1974) генерал-потпуковник. Активна служба у ЈА престала му је 1949. године.
- Милан Попара (1917), генерал-мајор. Активна служба у ЈНА престала му је 1968. године.
- Перо Попивода (1916—1979) генерал-мајор авијације.[ј]
- Бранислав Поповић (1931—2020) генерал-мајор. Активна служба у ЈНА престала му је 1992. године.
- Бранко Поповић (1897) генерал-мајор. Активна служба у ЈНА престала му је 1958. године.
- Војин Поповић (1913—1962) генерал-мајор.
- Вујадин Поповић (1916—1991) генерал-пуковник. Активна служба у ЈНА престала му је 1976. године.
- Дане Поповић (1935) генерал-потпуковник. Активна служба у ЈНА престала му је 1991. године.
- Димитрије Поповић (1925—2014) генерал-мајор.
- Јеврем Поповић (1914—1997) генерал-потпуковник. Активна служба у ЈНА престала му је 1965. године. Народни херој.
- Јован Поповић (1923—2001) генерал-мајор авијације.
- Јован Поповић (1936) контра-адмирал.[к]
- Матија Поповић (1925—1974) генерал-мајор.
- Миодраг Поповић (1921) генерал-мајор. Активна служба у ЈНА престала му је 1977. године.
- Коча Поповић (1908—1992) генерал-пуковник. Активна служба у ЈНА престала му је 1953. године. Народни херој.[л]
- Никола Поповић (1916—2005) генерал-мајор. Активна служба у ЈНА престала му је 1973. године. Народни херој.
- Саво Поповић (1922) генерал-мајор. Активна служба у ЈНА престала му је 1973. године.
- Светислав Поповић (1927) генерал-мајор.
- Славко Поповић (1925—2012) генерал-мајор. Активна служба у ЈНА престала му је 1974. године.
- Славко Поповић (1930—2023) генерал-мајор.
- Томица Поповић (1915—1966) генерал-потпуковник. Народни херој.
- Стане Поточар (1919—1997) генерал-пуковник. Активна служба у ЈНА престала му је 1979. године. Народни херој.[љ]
- Боро Поцков (1916—1981) генерал-мајор. Активна служба у ЈНА престала му је 1965. године.
- Јозеф Прапротник (1926—1985) морнаричко-технички генерал-потпуковник.
- Добрашин Прашчевић (1937—2025) генерал-потпуковник.[м]
- Ђурађ Предојевић (1915—2000) генерал-потпуковник. Активна служба у ЈНА престала му је 1965. године. Народни херој.
- Ђуро Прилика (1924—1989) генерал-потпуковник. Активна служба у ЈНА престала му је 1980. године.
- Рудолф Приморац (1904—1979) генерал-пуковник. Активна служба у ЈНА престала му је 1960. године. Народни херој.
- Никола Продановић (1916) генерал-потпуковник. Активна служба у ЈНА престала му је 1973. године.
- Дако Пуач (1919—1994) генерал-пуковник. Активна служба у ЈНА престала му је 1979. године. Народни херој.
- Иво Пуришић (1920—1976) адмирал.
- Сава Пустиња (1936—2023) генерал-мајор.[н]